# Možjanca
Možjanca je naselje u slovenskoj Općini Preddvoru. Možjanca se nalazi u pokrajini Gorenjskoj i statističkoj regiji Središnjoj Sloveniji. 

## Stanovništvo
Prema popisu stanovništva iz 2002. godine naselje je imalo 42 stanovnika.